# 各年のノルウェーの一覧

ノルウェーの国旗

各年のノルウェーの一覧（かくねんのノルウェーのいちらん）は、ノルウェーの各年ごとの記事の一覧。この一覧ではノルウェーの各年ごとの記事の他、各世紀と各年代、ノルウェーの各分野における各年ごとの記事についても取り扱う。

## 一覧

### 10世紀
- 950年代
  - 955年のノルウェー（英語版）
- 960年代
  - 961年のノルウェー（英語版）
- 990年代
  - 995年のノルウェー（英語版） 997年のノルウェー（英語版）
- 1000年代
  - 1000年のノルウェー（英語版）

### 11世紀
- 1010年代
  - 1015年のノルウェー（英語版） 1016年のノルウェー（英語版）
- 1020年代
  - 1024年のノルウェー（英語版） 1027年のノルウェー（英語版） 1028年のノルウェー（英語版）
- 1030年代
  - 1030年のノルウェー（英語版）
- 1040年代
  - 1047年のノルウェー（英語版）
- 1060年代
  - 1069年のノルウェー（英語版）
- 1090年代
  - 1093年のノルウェー（英語版）

### 12世紀
- 1110年代
  - 1115年のノルウェー（英語版）
- 1120年代
  - 1123年のノルウェー（英語版） 1125年のノルウェー（英語版）
- 1130年代
  - 1130年のノルウェー（英語版） 1133年のノルウェー（英語版） 1135年のノルウェー（英語版） 1136年のノルウェー（英語版） 1139年のノルウェー（英語版）
- 1140年代
  - 1147年のノルウェー（英語版）
- 1150年代
  - 1152年のノルウェー（英語版） 1155年のノルウェー（英語版） 1156年のノルウェー（英語版） 1157年のノルウェー（英語版）
- 1160年代
  - 1161年のノルウェー（英語版） 1162年のノルウェー（英語版） 1163年のノルウェー（英語版）
- 1170年代
  - 1176年のノルウェー（英語版） 1177年のノルウェー（英語版） 1179年のノルウェー（英語版）
- 1180年代
  - 1184年のノルウェー（英語版） 1185年のノルウェー（英語版） 1188年のノルウェー（英語版）
- 1190年代
  - 1194年のノルウェー（英語版）

### 13世紀
- 1200年代
  - 1202年のノルウェー（英語版） 1204年のノルウェー（英語版） 1207年のノルウェー（英語版） 1209年のノルウェー（英語版）
- 1210年代
  - 1213年のノルウェー（英語版） 1214年のノルウェー（英語版） 1217年のノルウェー（英語版）
- 1220年代
  - 1225年のノルウェー（英語版） 1226年のノルウェー（英語版）
- 1230年代
  - 1232年のノルウェー（英語版） 1234年のノルウェー（英語版） 1238年のノルウェー（英語版）
- 1240年代
  - 1240年のノルウェー（英語版）
- 1250年代
  - 1257年のノルウェー（英語版）
- 1260年代
  - 1261年のノルウェー（英語版）
- 1270年代
  - 1270年のノルウェー（英語版）
- 1280年代
  - 1280年のノルウェー（英語版） 1283年のノルウェー（英語版） 1287年のノルウェー（英語版）
- 1290年代
  - 1299年のノルウェー（英語版）

### 14世紀
- 1310年代
  - 1312年のノルウェー（英語版） 1316年のノルウェー（英語版） 1319年のノルウェー（英語版）
- 1320年代
  - 1326年のノルウェー（英語版）
- 1330年代
  - 1335年のノルウェー（英語版）
- 1340年代
  - 1349年のノルウェー（英語版）
- 1350年代
  - 1358年のノルウェー（英語版）
- 1360年代
  - 1363年のノルウェー（英語版）
- 1370年代
  - 1370年のノルウェー（英語版） 1374年のノルウェー（英語版）
- 1380年代
  - 1380年のノルウェー（英語版） 1387年のノルウェー（英語版） 1389年のノルウェー（英語版）
- 1390年代
  - 1393年のノルウェー（英語版） 1397年のノルウェー（英語版）

### 15世紀
- 1430年代
  - 1432年のノルウェー（英語版）
- 1450年代
  - 1450年のノルウェー（英語版） 1455年のノルウェー（英語版）
- 1470年代
  - 1476年のノルウェー（英語版）
- 1480年代
  - 1483年のノルウェー（英語版）
- 1490年代
  - 1496年のノルウェー（英語版）

### 16世紀
- 1500年代
  - 1501年のノルウェー（英語版） 1502年のノルウェー（英語版） 1503年のノルウェー（英語版） 1504年のノルウェー（英語版） 1505年のノルウェー（英語版）
- 1510年代
  - 1514年のノルウェー（英語版）
- 1520年代
  - 1523年のノルウェー（英語版）
- 1530年代
  - 1535年のノルウェー（英語版） 1536年のノルウェー（英語版） 1537年のノルウェー（英語版） 1538年のノルウェー（英語版） 1539年のノルウェー（英語版）
- 1540年代
  - 1545年のノルウェー（英語版） 1548年のノルウェー（英語版）
- 1550年代
  - 1555年のノルウェー（英語版） 1557年のノルウェー（英語版） 1558年のノルウェー（英語版）
- 1560年代
  - 1561年のノルウェー（英語版） 1563年のノルウェー（英語版） 1564年のノルウェー（英語版） 1567年のノルウェー（英語版）
- 1570年代
  - 1570年のノルウェー（英語版） 1572年のノルウェー（英語版） 1575年のノルウェー（英語版） 1576年のノルウェー（英語版） 1577年のノルウェー（英語版）
  - 1578年のノルウェー（英語版） 1579年のノルウェー（英語版）
- 1580年代
  - 1580年のノルウェー（英語版） 1581のノルウェー（英語版） 1588年のノルウェー（英語版） 1589年のノルウェー（英語版）
- 1590年代
  - 1590年のノルウェー（英語版） 1591年のノルウェー（英語版） 1592年のノルウェー（英語版） 1595年のノルウェー（英語版）
- 1600年代
  - 1600年のノルウェー（英語版）

### 17世紀
- 1600年代
  - 1601年のノルウェー（英語版） 1602年のノルウェー（英語版） 1604年のノルウェー（英語版）
  - 1607年のノルウェー（英語版） 1608年のノルウェー（英語版）
- 1610年代
  - 1610年のノルウェー（英語版） 1611年のノルウェー（英語版） 1612年のノルウェー（英語版） 1613年のノルウェー（英語版） 1614年のノルウェー（英語版）
  - 1615年のノルウェー（英語版） 1617年のノルウェー（英語版） 1618年のノルウェー（英語版）
- 1620年代
  - 1621年のノルウェー（英語版） 1622年のノルウェー（英語版） 1623年のノルウェー（英語版） 1624年のノルウェー（英語版）
  - 1625年のノルウェー（英語版） 1628年のノルウェー（英語版） 1629年のノルウェー（英語版）
- 1630年代
  - 1630年のノルウェー（英語版） 1633年のノルウェー（英語版） 1634年のノルウェー（英語版） 1636年のノルウェー（英語版） 1638年のノルウェー（英語版） 1639年のノルウェー（英語版）
- 1640年代
  - 1641年のノルウェー（英語版） 1642年のノルウェー（英語版） 1643年のノルウェー（英語版） 1644年のノルウェー（英語版）
  - 1645年のノルウェー（英語版） 1646年のノルウェー（英語版） 1647年のノルウェー（英語版） 1648年のノルウェー（英語版） 1649年のノルウェー（英語版）
- 1650年代
  - 1650年のノルウェー（英語版） 1651年のノルウェー（英語版） 1653年のノルウェー（英語版） 1654年のノルウェー（英語版）
  - 1655年のノルウェー（英語版） 1656年のノルウェー（英語版） 1657年のノルウェー（英語版） 1658年のノルウェー（英語版） 1659年のノルウェー（英語版）
- 1660年代
  - 1660年のノルウェー（英語版） 1661年のノルウェー（英語版） 1662年のノルウェー（英語版） 1663年のノルウェー（英語版） 1664年のノルウェー（英語版）
  - 1665年のノルウェー（英語版） 1666年のノルウェー（英語版） 1667年のノルウェー（英語版） 1669年のノルウェー（英語版）
- 1670年代
  - 1670年のノルウェー（英語版） 1671年のノルウェー（英語版） 1672年のノルウェー（英語版） 1673年のノルウェー（英語版） 1674年のノルウェー（英語版）
  - 1675年のノルウェー（英語版） 1676年のノルウェー（英語版） 1677年のノルウェー（英語版） 1678年のノルウェー（英語版） 1679年のノルウェー（英語版）
- 1680年代
  - 1681年のノルウェー（英語版） 1682年のノルウェー（英語版） 1683年のノルウェー（英語版） 1684年のノルウェー（英語版）
  - 1685年のノルウェー（英語版） 1686年のノルウェー（英語版） 1687年のノルウェー（英語版） 1688年のノルウェー（英語版） 1689年のノルウェー（英語版）
- 1690年代
  - 1690年のノルウェー（英語版） 1691年のノルウェー（英語版） 1692年のノルウェー（英語版） 1693年のノルウェー（英語版） 1694年のノルウェー（英語版）
  - 1695年のノルウェー（英語版） 1696年のノルウェー（英語版） 1697年のノルウェー（英語版） 1698年のノルウェー（英語版） 1699年のノルウェー（英語版）
- 1700年代
  - 1700年のノルウェー（英語版）

### 18世紀
- 1700年代
  - 1701年のノルウェー（英語版） 1702年のノルウェー（英語版） 1704年のノルウェー（英語版）
  - 1705年のノルウェー（英語版） 1706年のノルウェー（英語版） 1707年のノルウェー（英語版） 1708年のノルウェー（英語版） 1709年のノルウェー（英語版）
- 1710年代
  - 1710年のノルウェー（英語版） 1711年のノルウェー（英語版） 1712年のノルウェー（英語版） 1713年のノルウェー（英語版） 1714年のノルウェー（英語版）
  - 1715年のノルウェー（英語版） 1716年のノルウェー（英語版） 1717年のノルウェー（英語版） 1718年のノルウェー（英語版） 1719年のノルウェー（英語版）
- 1720年代
  - 1720年のノルウェー（英語版） 1721年のノルウェー（英語版） 1722年のノルウェー（英語版） 1723年のノルウェー（英語版） 1724年のノルウェー（英語版）
  - 1725年のノルウェー（英語版） 1726年のノルウェー（英語版） 1727年のノルウェー（英語版） 1728年のノルウェー（英語版） 1729年のノルウェー（英語版）
- 1730年代
  - 1730年のノルウェー（英語版） 1731年のノルウェー（英語版） 1732年のノルウェー（英語版） 1733年のノルウェー（英語版） 1734年のノルウェー（英語版）
  - 1735年のノルウェー（英語版） 1736年のノルウェー（英語版） 1737年のノルウェー（英語版） 1738年のノルウェー（英語版） 1739年のノルウェー（英語版）
- 1740年代
  - 1740年のノルウェー（英語版） 1741年のノルウェー（英語版） 1742年のノルウェー（英語版） 1743年のノルウェー（英語版） 1744年のノルウェー（英語版）
  - 1745年のノルウェー（英語版） 1746年のノルウェー（英語版） 1747年のノルウェー（英語版） 1748年のノルウェー（英語版） 1749年のノルウェー（英語版）
- 1750年代
  - 1750年のノルウェー（英語版） 1751年のノルウェー（英語版） 1752年のノルウェー（英語版） 1753年のノルウェー（英語版） 1754年のノルウェー（英語版）
  - 1755年のノルウェー（英語版） 1756年のノルウェー（英語版） 1757年のノルウェー（英語版） 1758年のノルウェー（英語版） 1759年のノルウェー（英語版）
- 1760年代
  - 1760年のノルウェー（英語版） 1761年のノルウェー（英語版） 1762年のノルウェー（英語版） 1763年のノルウェー（英語版） 1764年のノルウェー（英語版）
  - 1765年のノルウェー（英語版） 1766年のノルウェー（英語版） 1767年のノルウェー（英語版） 1768年のノルウェー（英語版） 1769年のノルウェー（英語版）
- 1770年代
  - 1770年のノルウェー（英語版） 1771年のノルウェー（英語版） 1772年のノルウェー（英語版） 1773年のノルウェー（英語版） 1774年のノルウェー（英語版）
  - 1775年のノルウェー（英語版） 1776年のノルウェー（英語版） 1777年のノルウェー（英語版） 1778年のノルウェー（英語版） 1779年のノルウェー（英語版）
- 1780年代
  - 1780年のノルウェー（英語版） 1781年のノルウェー（英語版） 1782年のノルウェー（英語版） 1783年のノルウェー（英語版） 1784年のノルウェー（英語版）
  - 1785年のノルウェー（英語版） 1786年のノルウェー（英語版） 1787年のノルウェー（英語版） 1788年のノルウェー（英語版） 1789年のノルウェー（英語版）
- 1790年代
  - 1790年のノルウェー（英語版） 1791年のノルウェー（英語版） 1792年のノルウェー（英語版） 1793年のノルウェー（英語版） 1794年のノルウェー（英語版）
  - 1795年のノルウェー（英語版） 1796年のノルウェー（英語版） 1797年のノルウェー（英語版） 1798年のノルウェー（英語版） 1799年のノルウェー（英語版）
- 1800年代
  - 1800年のノルウェー（英語版）

### 19世紀
- 1800年代
  - 1801年のノルウェー（英語版） 1802年のノルウェー（英語版） 1803年のノルウェー（英語版） 1804年のノルウェー（英語版）
  - 1805年のノルウェー（英語版） 1806年のノルウェー（英語版） 1807年のノルウェー（英語版） 1808年のノルウェー（英語版） 1809年のノルウェー（英語版）
- 1810年代
  - 1810年のノルウェー（英語版） 1811年のノルウェー（英語版） 1812年のノルウェー（英語版） 1813年のノルウェー（英語版） 1814年のノルウェー（英語版）
  - 1815年のノルウェー（英語版） 1816年のノルウェー（英語版） 1817年のノルウェー（英語版） 1818年のノルウェー（英語版） 1819年のノルウェー（英語版）
- 1820年代
  - 1820年のノルウェー（英語版） 1821年のノルウェー（英語版） 1822年のノルウェー（英語版） 1823年のノルウェー（英語版） 1824年のノルウェー（英語版）
  - 1825年のノルウェー（英語版） 1826年のノルウェー（英語版） 1827年のノルウェー（英語版） 1828年のノルウェー（英語版） 1829年のノルウェー（英語版）
- 1830年代
  - 1830年のノルウェー（英語版） 1831年のノルウェー（英語版） 1832年のノルウェー（英語版） 1833年のノルウェー（英語版） 1834年のノルウェー（英語版）
  - 1835年のノルウェー（英語版） 1836年のノルウェー（英語版） 1837年のノルウェー（英語版） 1838年のノルウェー（英語版） 1839年のノルウェー（英語版）
- 1840年代
  - 1840年のノルウェー（英語版） 1841年のノルウェー（英語版） 1842年のノルウェー（英語版） 1843年のノルウェー（英語版） 1844年のノルウェー（英語版）
  - 1845年のノルウェー（英語版） 1846年のノルウェー（英語版） 1847年のノルウェー（英語版） 1848年のノルウェー（英語版） 1849年のノルウェー（英語版）
- 1850年代
  - 1850年のノルウェー（英語版） 1851年のノルウェー（英語版） 1852年のノルウェー（英語版） 1853年のノルウェー（英語版） 1854年のノルウェー（英語版）
  - 1855年のノルウェー（英語版） 1856年のノルウェー（英語版） 1857年のノルウェー（英語版） 1858年のノルウェー（英語版） 1859年のノルウェー（英語版）
- 1860年代
  - 1860年のノルウェー（英語版） 1861年のノルウェー（英語版） 1862年のノルウェー（英語版） 1863年のノルウェー（英語版） 1864年のノルウェー（英語版）
  - 1865年のノルウェー（英語版） 1866年のノルウェー（英語版） 1867年のノルウェー（英語版） 1868年のノルウェー（英語版） 1869年のノルウェー（英語版）
- 1870年代
  - 1870年のノルウェー（英語版） 1871年のノルウェー（英語版） 1872年のノルウェー（英語版） 1873年のノルウェー（英語版） 1874年のノルウェー（英語版）
  - 1875年のノルウェー（英語版） 1876年のノルウェー（英語版） 1877年のノルウェー（英語版） 1878年のノルウェー（英語版） 1879年のノルウェー（英語版）
- 1880年代
  - 1880年のノルウェー（英語版） 1881年のノルウェー（英語版） 1882年のノルウェー（英語版） 1883年のノルウェー（英語版） 1884年のノルウェー（英語版）
  - 1885年のノルウェー（英語版） 1886年のノルウェー（英語版） 1887年のノルウェー（英語版） 1888年のノルウェー（英語版） 1889年のノルウェー（英語版）
- 1890年代
  - 1890年のノルウェー（英語版） 1891年のノルウェー（英語版） 1892年のノルウェー（英語版） 1893年のノルウェー（英語版） 1894年のノルウェー（英語版）
  - 1895年のノルウェー（英語版） 1896年のノルウェー（英語版） 1897年のノルウェー（英語版） 1898年のノルウェー（英語版） 1899年のノルウェー（英語版）
- 1900年代
  - 1900年のノルウェー（英語版）

### 20世紀
- 1900年代
  - 1901年のノルウェー（英語版） 1902年のノルウェー（英語版） 1903年のノルウェー（英語版） 1904年のノルウェー（英語版）
  - 1905年のノルウェー（英語版） 1906年のノルウェー（英語版） 1907年のノルウェー（英語版） 1908年のノルウェー（英語版） 1909年のノルウェー（英語版）
- 1910年代
  - 1910年のノルウェー（英語版） 1911年のノルウェー（英語版） 1912年のノルウェー（英語版） 1913年のノルウェー（英語版） 1914年のノルウェー（英語版）
  - 1915年のノルウェー（英語版） 1916年のノルウェー（英語版） 1917年のノルウェー（英語版） 1918年のノルウェー（英語版） 1919年のノルウェー（英語版）
- 1920年代
  - 1920年のノルウェー（英語版） 1921年のノルウェー（英語版） 1922年のノルウェー（英語版） 1923年のノルウェー（英語版） 1924年のノルウェー（英語版）
  - 1925年のノルウェー（英語版） 1926年のノルウェー（英語版） 1927年のノルウェー（英語版） 1928年のノルウェー（英語版） 1929年のノルウェー（英語版）
- 1930年代
  - 1930年のノルウェー（英語版） 1931年のノルウェー（英語版） 1932年のノルウェー（英語版） 1933年のノルウェー（英語版） 1934年のノルウェー（英語版）
  - 1935年のノルウェー（英語版） 1936年のノルウェー（英語版） 1937年のノルウェー（英語版） 1938年のノルウェー（英語版） 1939年のノルウェー（英語版）
- 1940年代
  - 1940年のノルウェー（英語版） 1941年のノルウェー（英語版） 1942年のノルウェー（英語版） 1943年のノルウェー（英語版） 1944年のノルウェー（英語版）
  - 1945年のノルウェー（英語版） 1946年のノルウェー（英語版） 1947年のノルウェー（英語版） 1948年のノルウェー（英語版） 1949年のノルウェー（英語版）
- 1950年代
  - 1950年のノルウェー（英語版） 1951年のノルウェー（英語版） 1952年のノルウェー（英語版） 1953年のノルウェー（英語版） 1954年のノルウェー（英語版）
  - 1955年のノルウェー（英語版） 1956年のノルウェー（英語版） 1957年のノルウェー（英語版） 1958年のノルウェー（英語版） 1959年のノルウェー（英語版）
- 1960年代
  - 1960年のノルウェー（英語版） 1961年のノルウェー（英語版） 1962年のノルウェー（英語版） 1963年のノルウェー（英語版） 1964年のノルウェー（英語版）
  - 1965年のノルウェー（英語版） 1966年のノルウェー（英語版） 1967年のノルウェー（英語版） 1968年のノルウェー（英語版） 1969年のノルウェー（英語版）
- 1970年代
  - 1970年のノルウェー（英語版） 1971年のノルウェー（英語版） 1972年のノルウェー（英語版） 1973年のノルウェー（英語版） 1974年のノルウェー（英語版）
  - 1975年のノルウェー（英語版） 1976年のノルウェー（英語版） 1977年のノルウェー（英語版） 1978年のノルウェー（英語版） 1979年のノルウェー（英語版）
- 1980年代
  - 1980年のノルウェー（英語版） 1981年のノルウェー（英語版） 1982年のノルウェー（英語版） 1983年のノルウェー（英語版） 1984年のノルウェー（英語版）
  - 1985年のノルウェー（英語版） 1986年のノルウェー（英語版） 1987年のノルウェー（英語版） 1988年のノルウェー（英語版） 1989年のノルウェー（英語版）
- 1990年代
  - 1990年のノルウェー（英語版） 1991年のノルウェー（英語版） 1992年のノルウェー（英語版） 1993年のノルウェー（英語版） 1994年のノルウェー（英語版）
  - 1995年のノルウェー（英語版） 1996年のノルウェー（英語版） 1997年のノルウェー（英語版） 1998年のノルウェー（英語版） 1999年のノルウェー（英語版）
- 2000年代
  - 2000年のノルウェー（英語版）

### 21世紀
- 2000年代
  - 2001年のノルウェー（英語版） 2002年のノルウェー（英語版） 2003年のノルウェー（英語版） 2004年のノルウェー（英語版）
  - 2005年のノルウェー（英語版） 2006年のノルウェー（英語版） 2007年のノルウェー（英語版） 2008年のノルウェー（英語版） 2009年のノルウェー（英語版）
- 2010年代
  - 2010年のノルウェー（英語版） 2011年のノルウェー（英語版） 2012年のノルウェー（英語版） 2013年のノルウェー（英語版） 2014年のノルウェー（英語版）
  - 2015年のノルウェー（英語版） 2016年のノルウェー（英語版） 2017年のノルウェー（英語版） 2018年のノルウェー（英語版） 2019年のノルウェー（英語版）
- 2020年代
  - 2020年のノルウェー（英語版）

## 文化と芸術

### テレビ放送
- List of years in Norwegian television（英語版）